# Xanthorhoe alternata
Xanthorhoe alternata är en fjärilsart som beskrevs av Walker 1866. Xanthorhoe alternata ingår i släktet Xanthorhoe och familjen mätare. Inga underarter finns listade i Catalogue of Life.